# NPPL Championship Paintball 2009
NPPL: Championship Paintball 2009 é um jogo de video game de paintball lançado para os consoles PlayStation 2, PlayStation 3, Wii e Xbox 360. O jogo dispõe de diversos modos e opções. Os jogadores podem melhorar suas habilidades em sua carreira, começando como iniciante ate um profissional.

## Ligações Externas
- Site Oficial (em inglês)